# Пауер Дайнамос (Кітве)
ФК «Пауер Дайнамос» (англ. Power Dynamos Football Club) — замбійський футбольний клуб з міста Кітве, заснований 1971 року. Виступає у Прем'єр-лізі Чемпіонату Замбії з футболу. Домашні матчі приймає на стадіоні «Артур Девіс Стедіум», потужністю 12 000 глядачів.